# La Galissonnière (D 638)
La Galissonnière (D 638) byl první moderní protiponorkový torpédoborec francouzského námořnictva. Byl postaven jako šestá, značně modifikovaná, jednotka třídy T 53. Ve francouzském námořnictvu torpédoborec sloužil až do svého vyřazení v roce 1990.

## Stavba
Kýl torpédoborce La Galissonnière byl založen v listopadu 1958 v loděnici Arsenal de Lorient, 12. března 1960 byl spuštěn na vodu a konečně 9. července 1962 vstoupil do aktivní služby. V první letech byl používán zejména pro zkoušky nových sonarů.

## Konstrukce
Kompletní trup a pohonné ústrojí lodi byly převzaty z předchozí třídy T 53. Podobná byla přední nástavba, zatímco zadní polovina byla překonstruována s ohledem na provoz protiponorkového vrtulníku. Hlavňovou výzbroj tvořily dvě příďové dělové věže nesoucí po jednom automatickém 100mm kanónu Creusot-Loire. Uprostřed trupu se nacházel protiponorkový systém Malafon se zásobou 13 torpéd. Protiponorkovou výzbroj doplnil jeden čtyřhlavňový vrhač 305mm raketových hlubinných pum a dva trojhlavňové 550mm protiponorkové torpédomety. Na zádi byla přistávací plocha a skládací hangár pro jeden lehký vrtulník. Střelecký radar byl typu DRBC 32A, příďový sonar typu DUBV 23 doplňoval vlečný sonar s měnitelnou hloubkou ponoření typu DUBV 43. Pohonný systém tvořily čtyři kotle a dvě převodové turbíny. Nejvyšší rychlost dosahovala 34 uzlů.